# Omar Cabezas

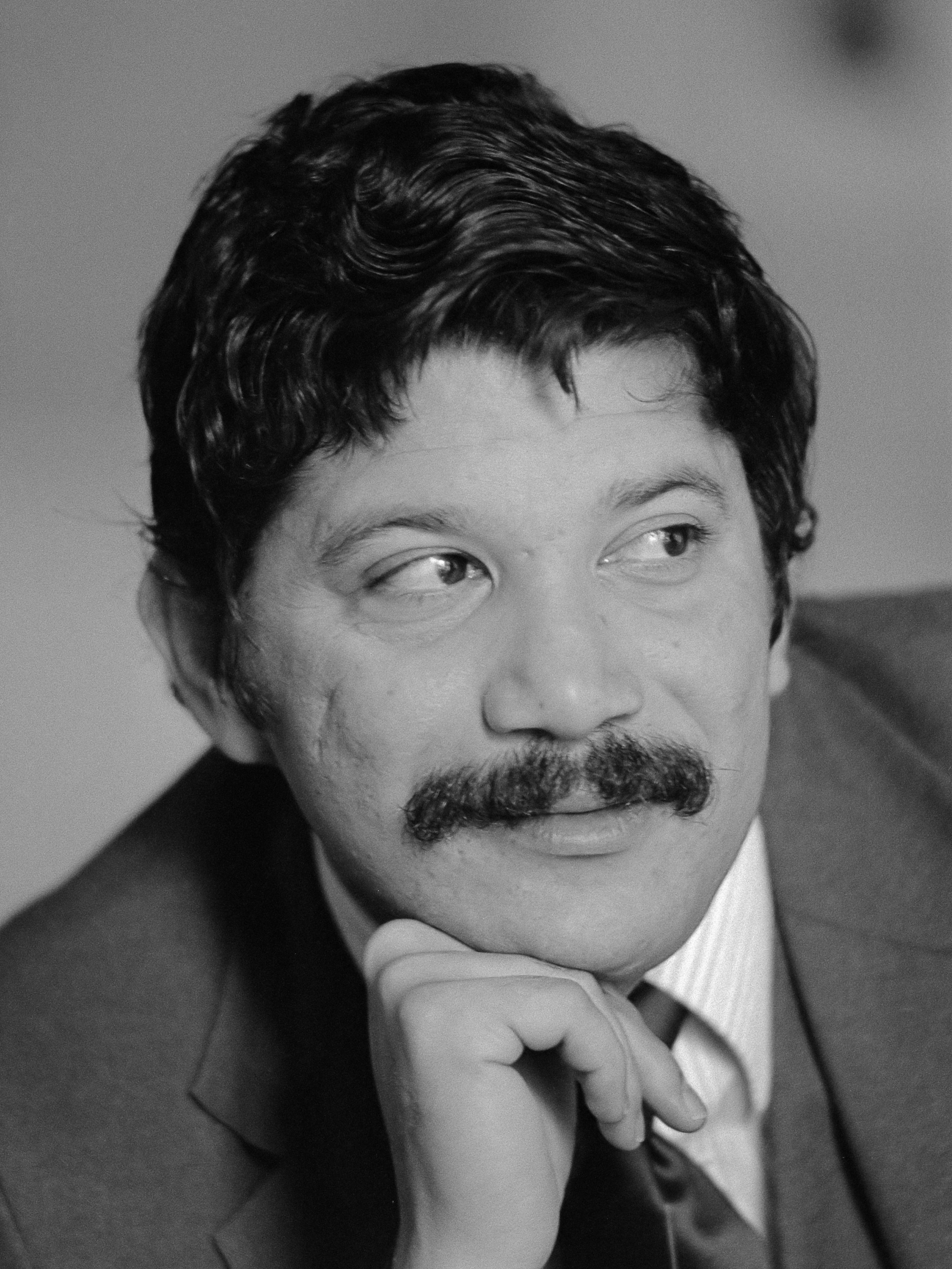
Omar Cabezas

Omar Cabezas (* 1950 in León) ist ein nicaraguanischer Autor, Revolutionär und Politiker.

## Leben
Omar Cabezas schloss sich Ende der 60er Jahre dem Widerstand gegen die in Nicaragua herrschende Somoza-Diktatur an.
Er nahm bis zum Sieg über die Nationalgarde im Juli 1979 am bewaffneten Kampf gegen das Regime teil. In den 80er Jahren arbeitete er im Innenministerium für die sandinistische Regierung. Sein bekanntestes literarisches Werk ist wohl der Roman: "Die Erde dreht sich zärtlich, Compañera".
In diesem Roman erzählt Cabezas, wie es dazu kam, dass er sich am Widerstand gegen Somoza anschloss. Er erzählt von den ersten von ihm mitorganisierten Studentenaufmärschen in León und seinem Leben in der Guerillabewegung in den Bergen Nicaraguas. Aktuell ist Cabezas der Chef der staatlichen Menschenrechtsbehörde (Procurador para la Defensa de los Derechos Humanos) und berüchtigt für seinen autoritären Führungsstil, finanzielle Unregelmäßigkeiten seiner Behörde und für seinen ausufernden Lebensstil. Die von Cabezas geführte Behörde ist Teil des von Daniel Ortega geführten autoritären Machtapparats in Nicaragua.

## Veröffentlichungen
- La montaña es algo mas que una inmensa estepa verde (Die Berge sind einiges mehr als eine riesige grüne Steppe). Autobiografischer Roman von Omar Cabezas, Managua 1982.
  - Die Erde dreht sich zärtlich, Compañera. Autobiographischer Bericht aus Nicaragua. Hammer, Wuppertal 1983, ISBN 3-87294-221-2